# Glinka (województwo dolnośląskie)
Glinka – wieś w Polsce położona w województwie dolnośląskim, w powiecie górowskim, w gminie Góra.

## Podział administracyjny
W latach 1975–1998 miejscowość administracyjnie należała do województwa leszczyńskiego.

## Historia
Najstarsze wzmianki o Glince pochodzą z 1244 r. Przez długi czas była ona własnością zakonu cystersów w Lubiążu. Kolejna wzmianka o miejscowości znajduje się w łacińskim dokumencie z 1250 roku wydanym przez papieża Innocentego IV w Lyonie gdzie wieś zanotowana została w zlatynizowanej, obecnie używanej, polskiej formie „Glinka”.
W 2015 stowarzyszenie POMOST dokonało ekshumacji 27 ciał niemieckich żołnierzy. Prawdopodobnie ukrywali się tam, zostali wytropieni przez żołnierzy Armii Czerwonej i zabici w walce. Zbiorowa mogiła znajdowała się pod ścianą domu, w którym się ukrywali. Po wojnie dom ten miał opinię przeklętego, nawiedzanego przez duchy i został podpalony.

## Zabytki
Do wojewódzkiego rejestru zabytków wpisane są obiekty:
- kościół filialny św. Marcina z XV w., który otaczają nagrobki dawnych właścicieli wsi

- zespół pałacowy:

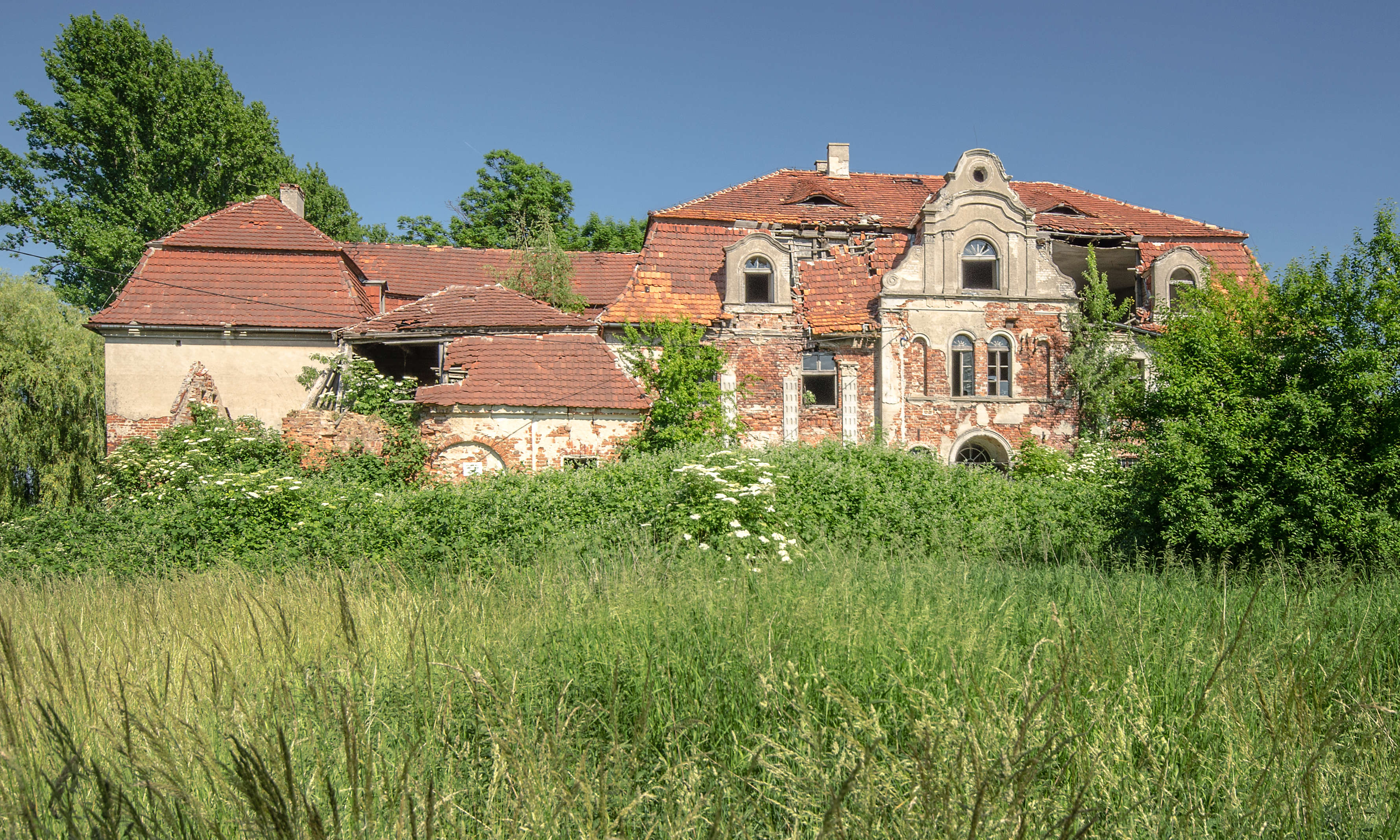
Pałac w Glince

  - pałac, z drugiej połowy XVIII, przebudowany w początkach XX w.
  - brama, z drugiej połowy XVIII w
  - dwie oficyny, z drugiej połowy XVIII, przebudowane w początkach XX w.
  - relikt parku, z XVIII-XX w.

inne zabytki:
- znajdujący się przy kościele stary kamienny krzyż monolitowy o nieznanym wieku, przeznaczeniu i pierwotnym miejscu ustawienia; pojawiająca się często w jego opisie hipoteza, że jest to tzw. krzyż pokutny opiera się  wyłącznie na nieuprawnionym założeniu, że wszystkie stare kamienne monolitowe krzyże, są krzyżami pokutnymi (pojednania)[7], chociaż w  rzeczywistości powód fundacji tego krzyża może być różnoraki, tak jak każdego innego krzyża.